# Энсделл, Ричард
Ричард Энсделл (Ансделл; англ. Richard Ansdell; 11 мая 1815[…], Ливерпуль, Ланкашир — 20 апреля 1885[…], Фарнборо, Гэмпшир) — британский художник-анималист и жанрист.

## Биография
Родился в 1815 году в Ливерпуле в простой семье работника ливерпульского порта Томаса Гриффитса Энсделла и его супруги Энн, урождённой Джексон. После смерти отца, Ричард получил образование в благотворительной школе для сирот The Liverpool Blue Coat. Школа имела ремесленный уклон и её выпускники обычно становились квалифицированными ремесленниками в порту или старпомами, а затем и капитанами торгового флота; однако в Энсделле его учителя разглядели талант живописца. После окончания школы Энсделл зарабатывал на жизнь написанием портретов. В 1835 году он впервые выставил свои работы в Ливерпульской академии. Способности Энсделла привлекли к нему внимание богатых покровителей, поэтому уже в следующем году он получил стипендию и был принят в Ливерпульскую академию в качестве ученика.
Окончив академию в Ливерпуле, Энсделл в 1840 году впервые отправил свои картины в Лондон на ежегодную выставку Королевской академии художеств. В дальнейшем Энсделл выставлялся в Королевской академии практически ежегодно вплоть до 1885 года, и, согласно сохранившимся каталогам, всего выставил там 149 работ. Кроме того, начиная с 1846 года он выставил 31 свою работу на ежегодных выставках Британского института.
Осознав, что его работы понравились лондонской публике, и что он сможет обеспечивать себя, продавая картины, 26-летний Энсделл женился в Ливерпуле на Мэри Ромер, а в 1847 году перевёз семью в Лондон, где супруги поселились в Кенсингтоне. Всего у Ричарда и Мэри родилось 11 детей.
В 1855 году Энсделл был награждён золотой медалью на Всемирной выставке в Париже. Он также трижды становился лауреатом медали Хейвуда Манчестерского королевского института. В 1856 году посетил Испанию; в следующем году повторил путешествие. В 1861 году был избран членом-корреспондентом, а в 1870 году — академиком Королевской академии в Лондоне.
Скончался художник в 1885 году в графстве Гэмпшир, имея к концу жизни репутацию одного из самых известных британских художников своего поколения.

## Галерея

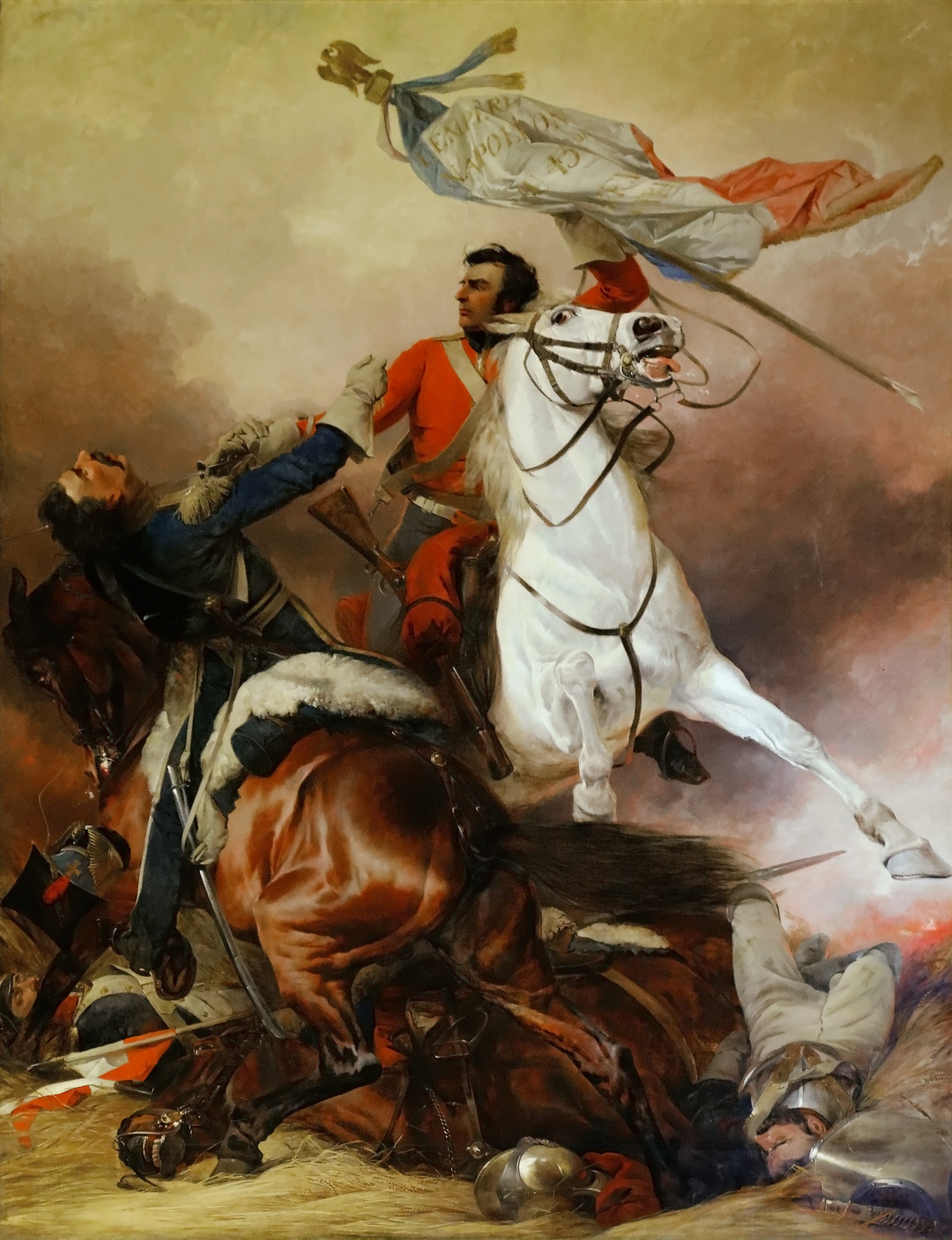
Битва за знамя (сержант Эварт в битве при Ватерлоо захватывает французского полкового орла)
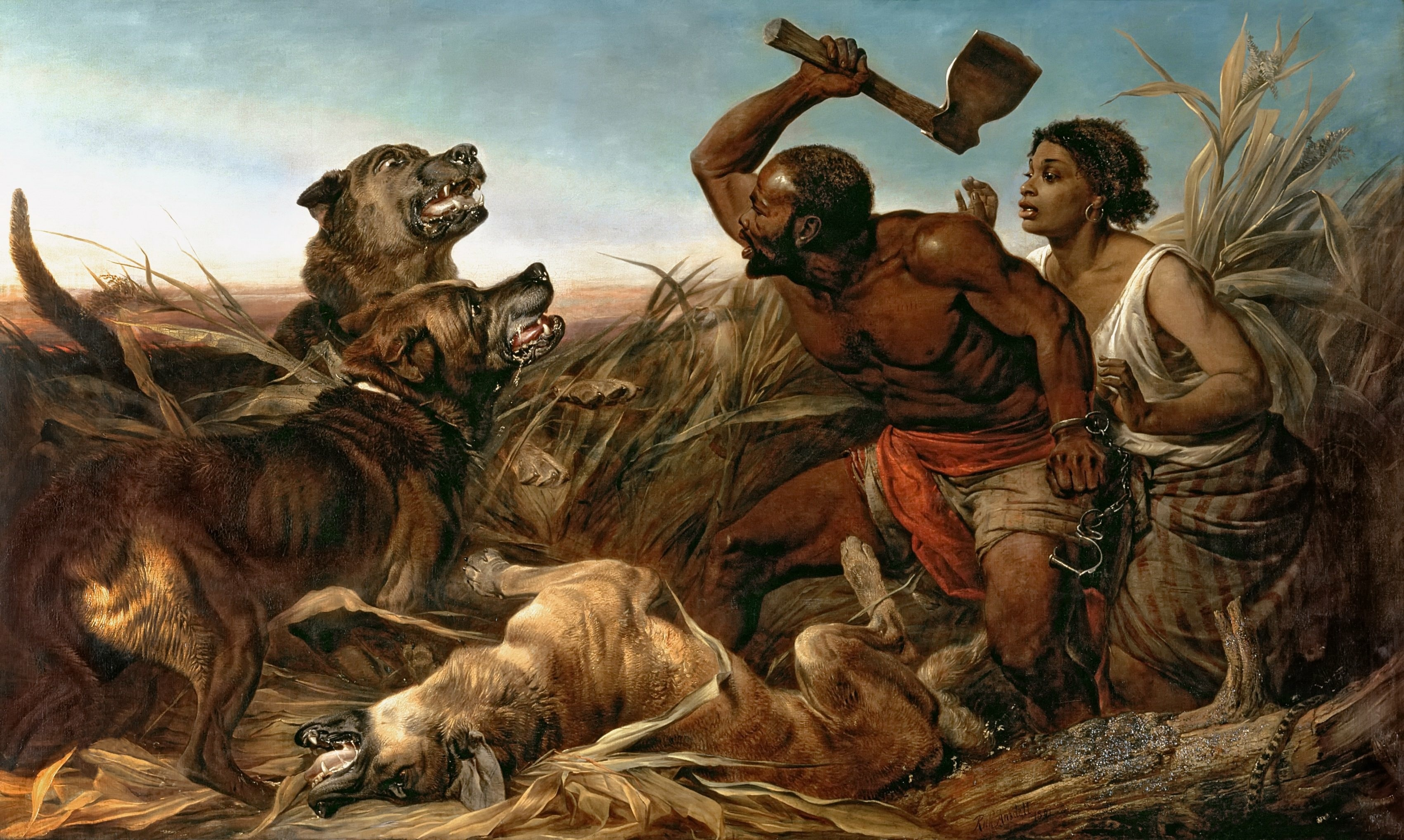
Преследуемые беглые рабы
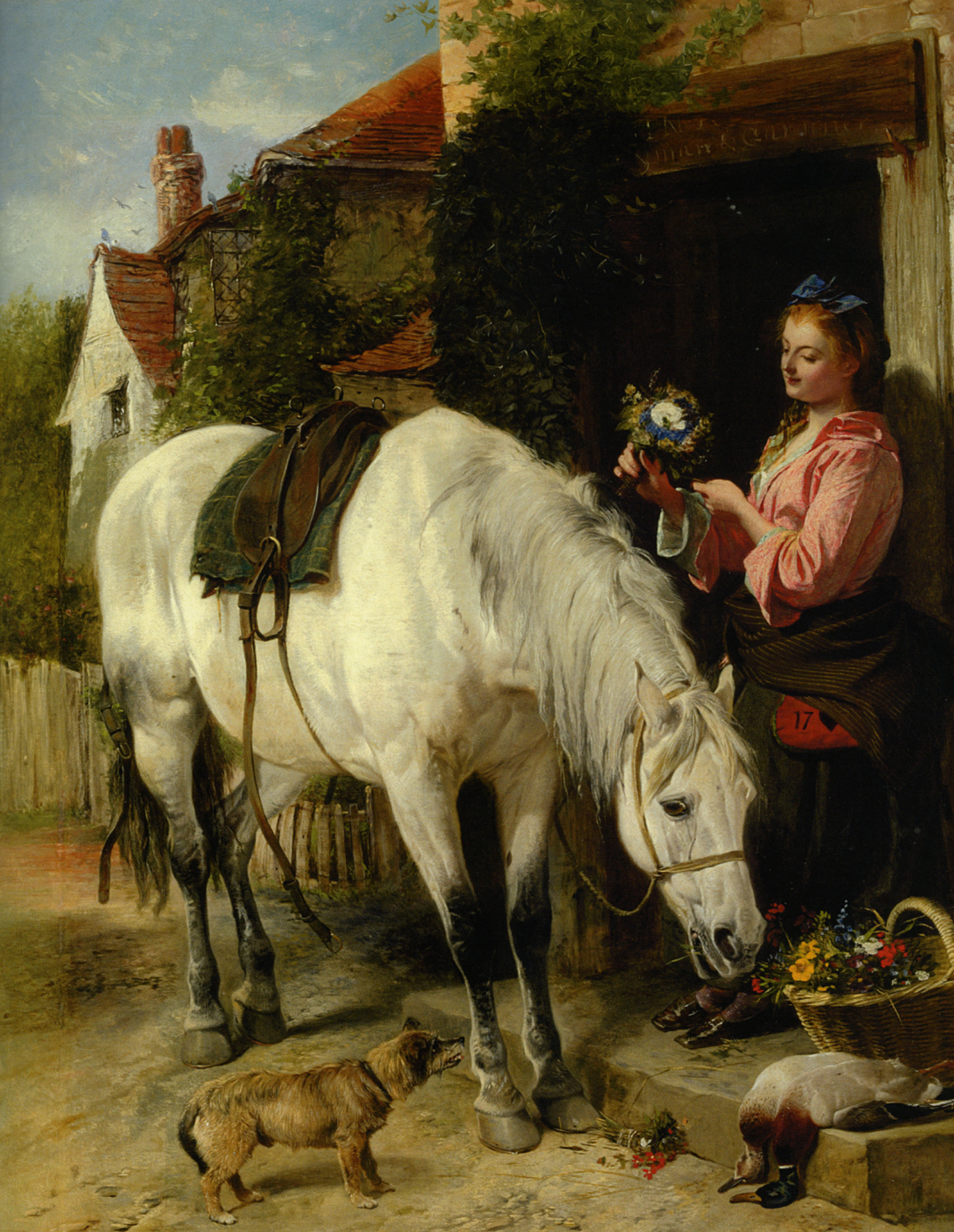
Дочь садовника
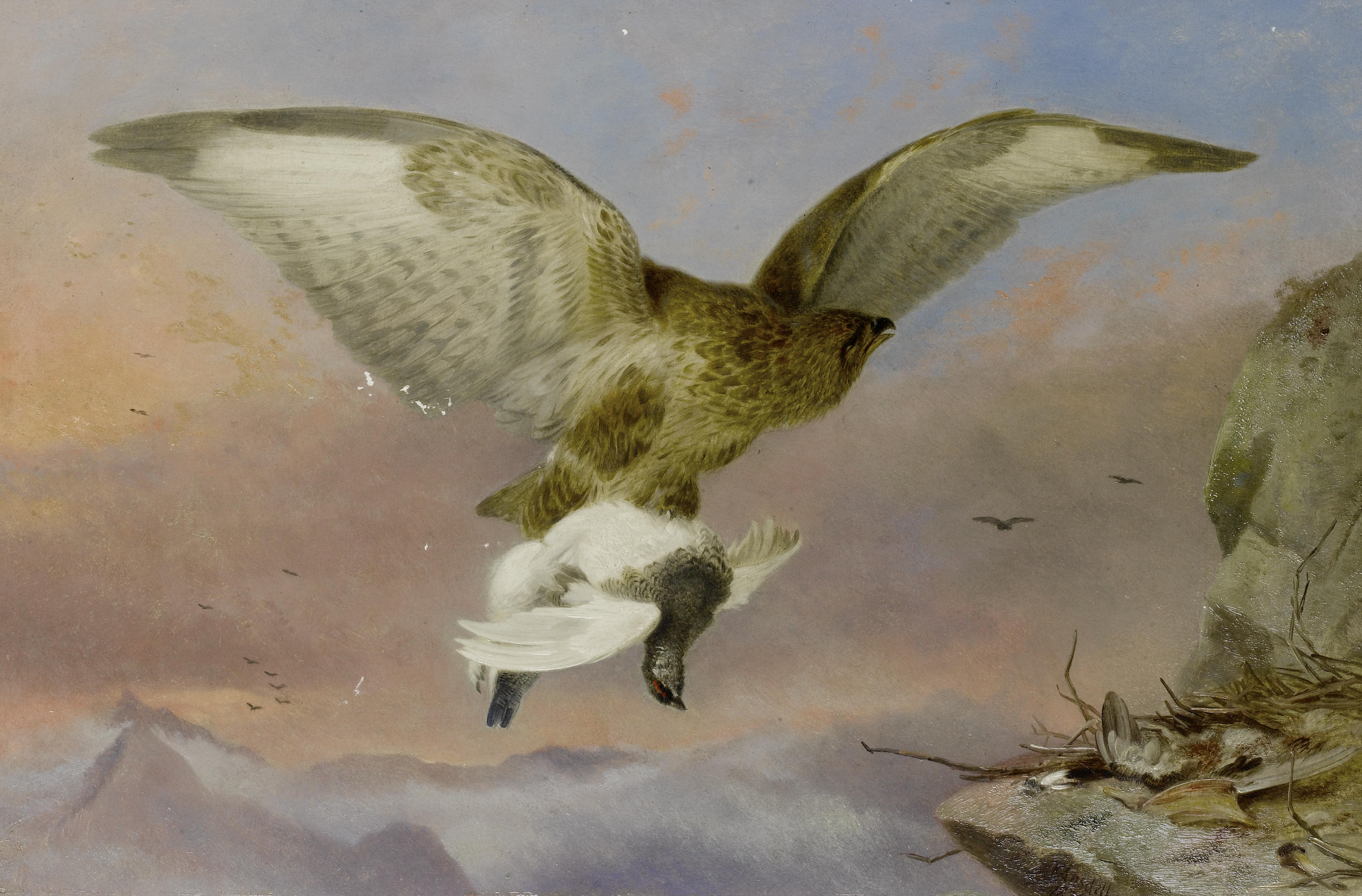
Канюк, несущий куропатку
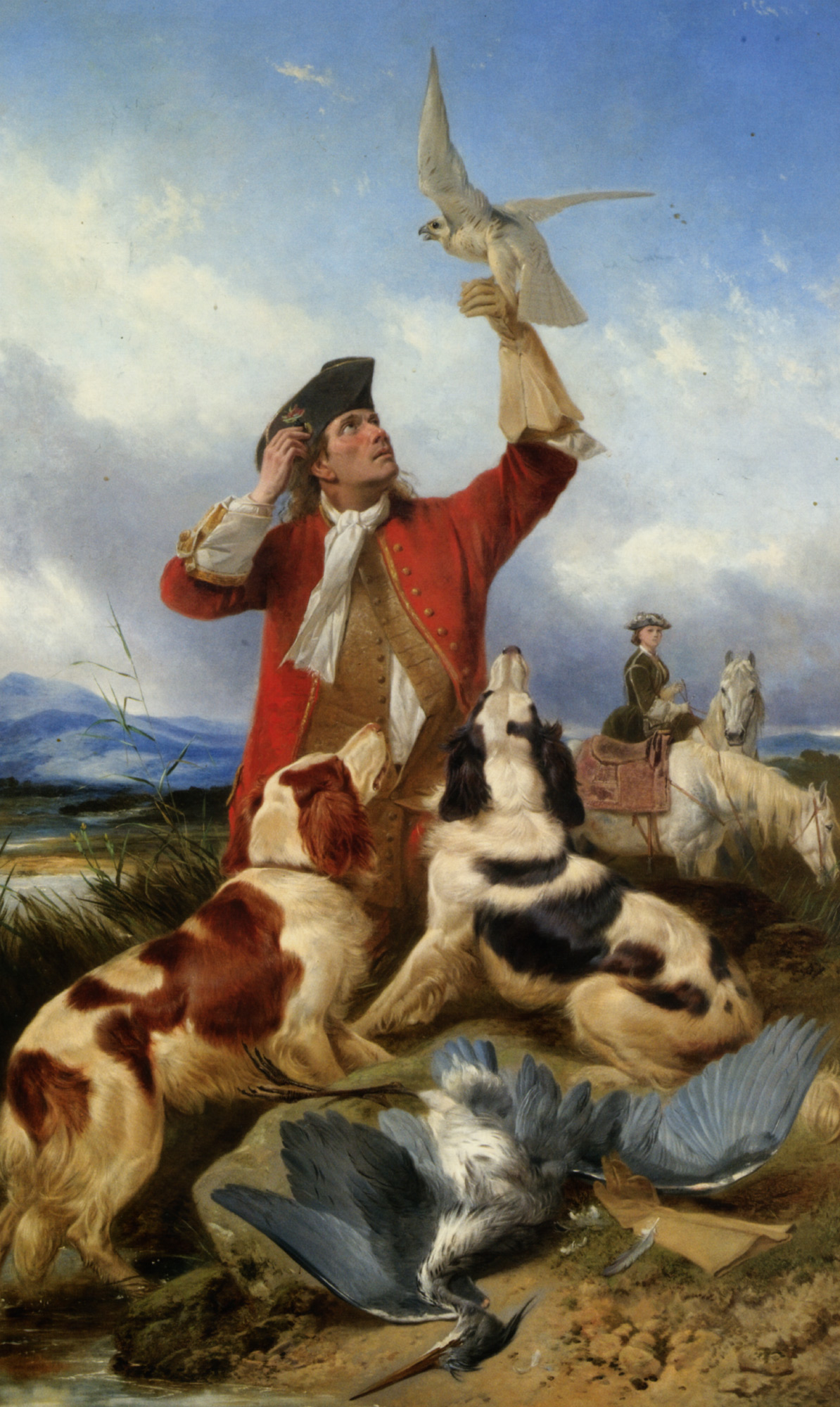
Сокольничий
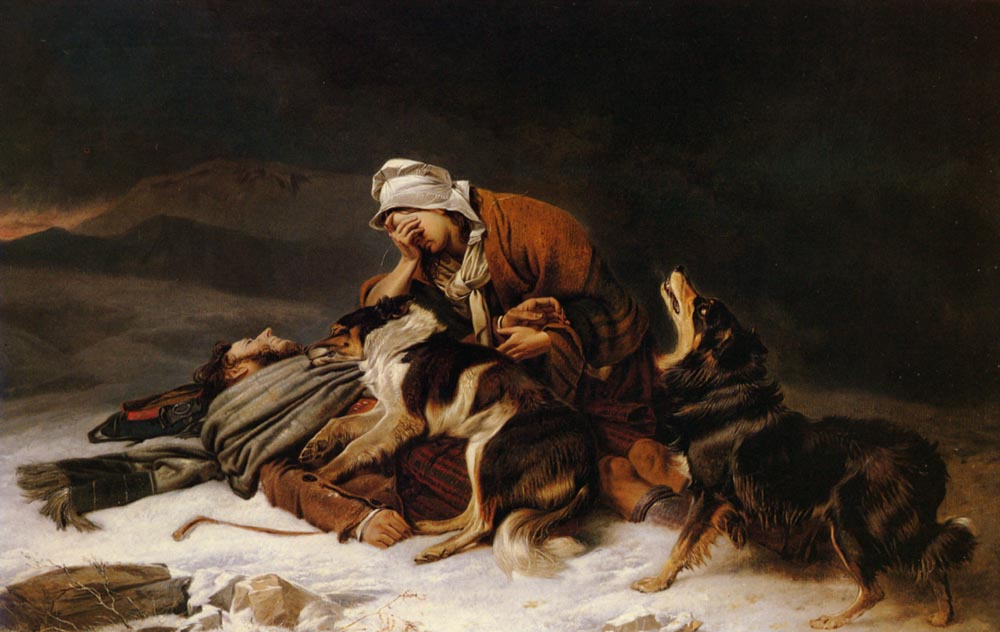
Шотландский горец, погибший в снежную бурю
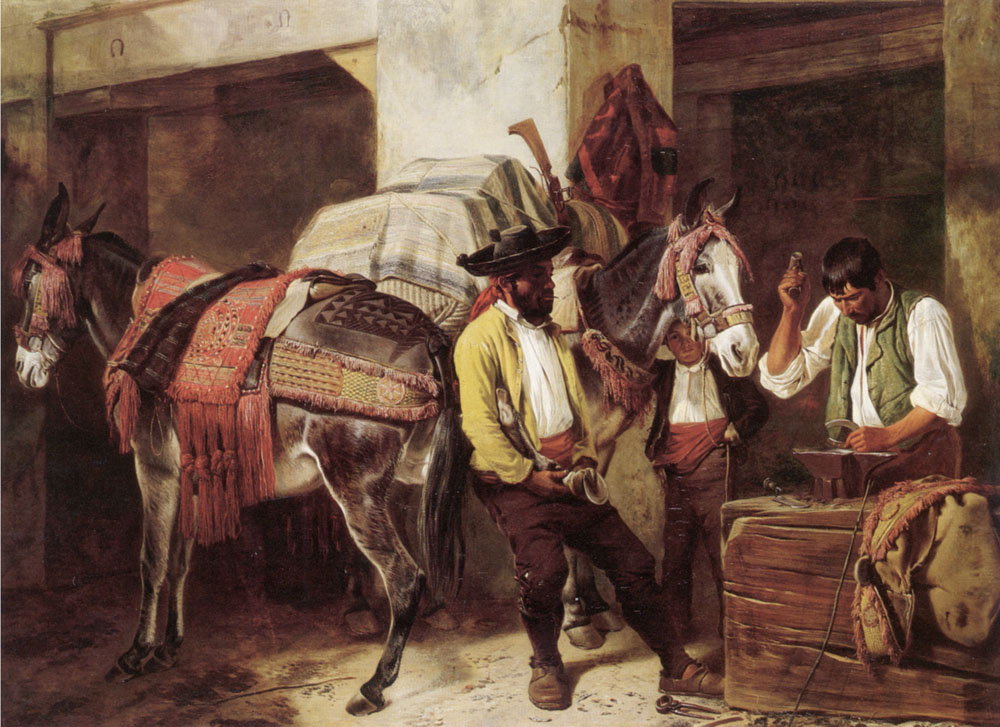
Кузница в Испании
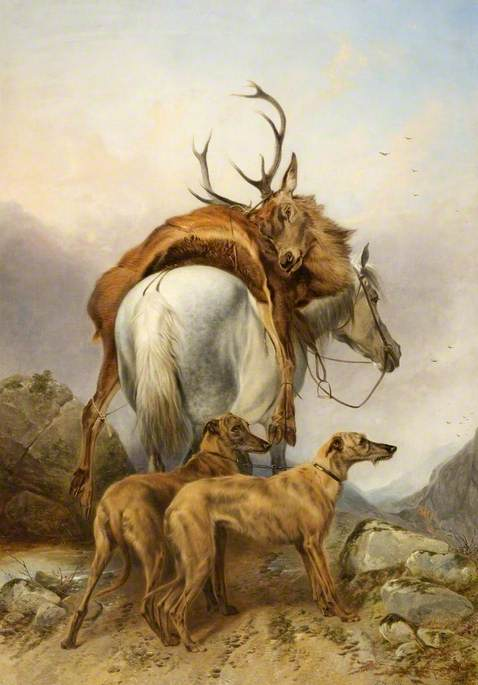
Охотничий этюд
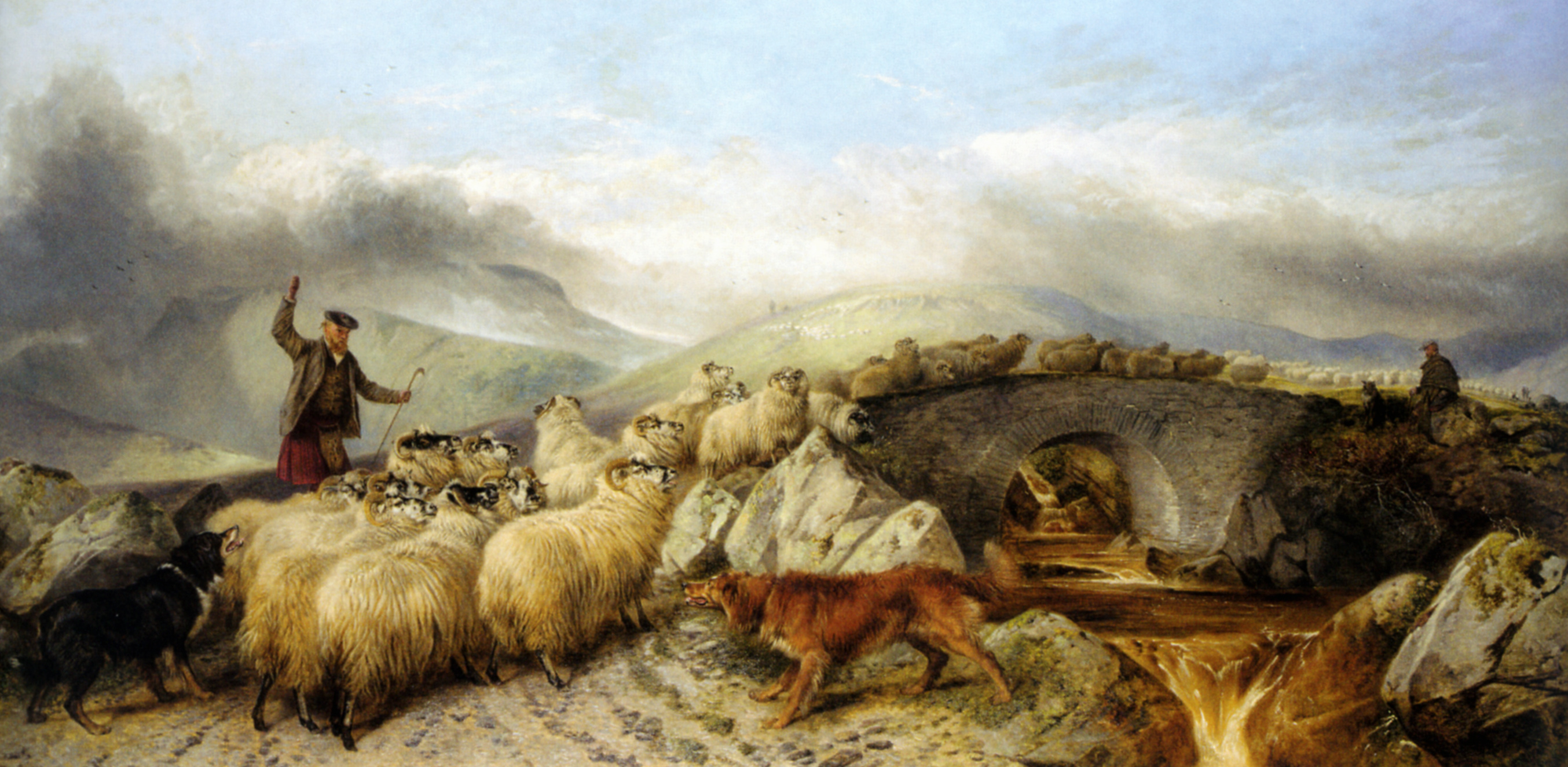
Горная Шотландия. Пастухи.
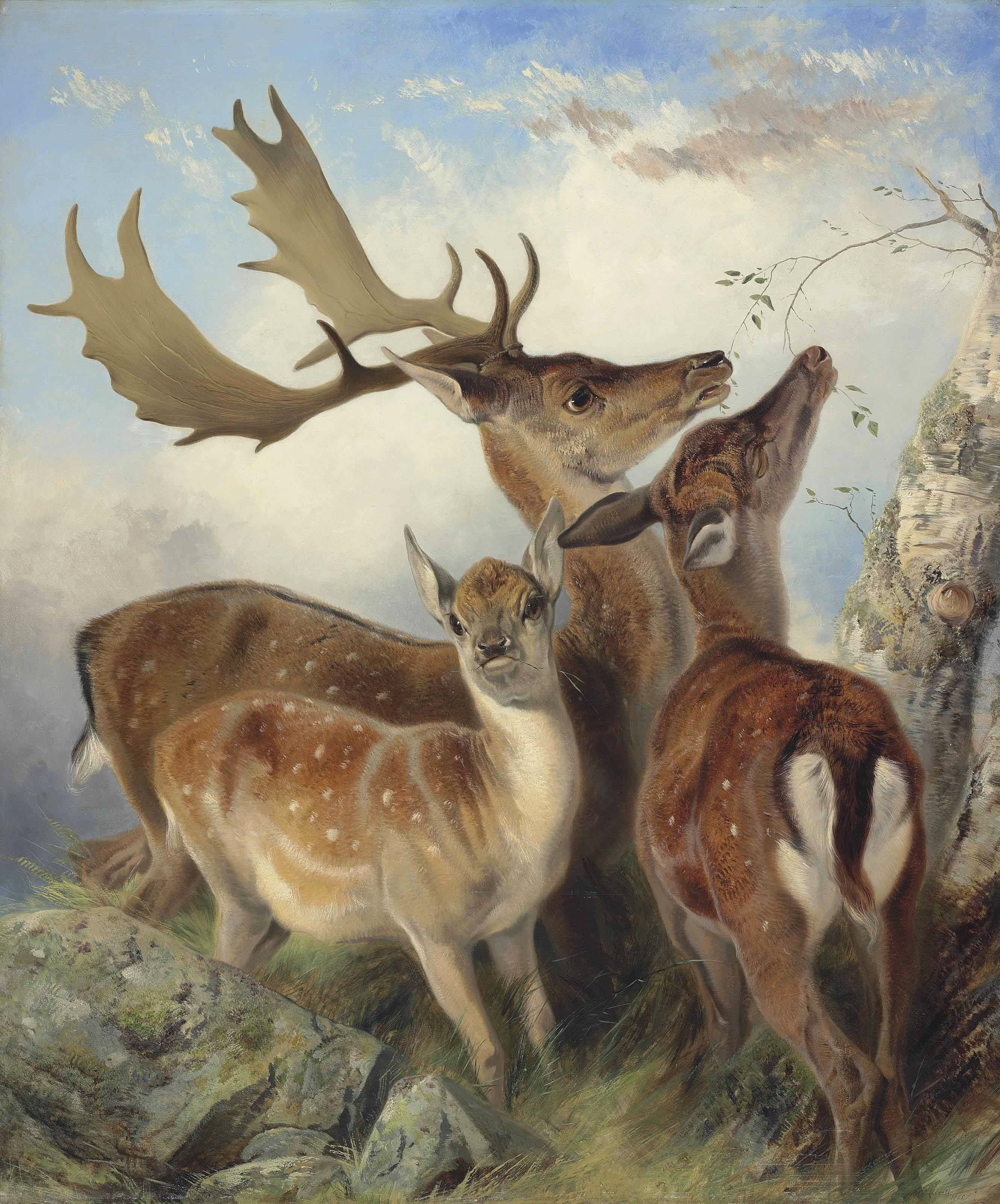
Семейство ланей
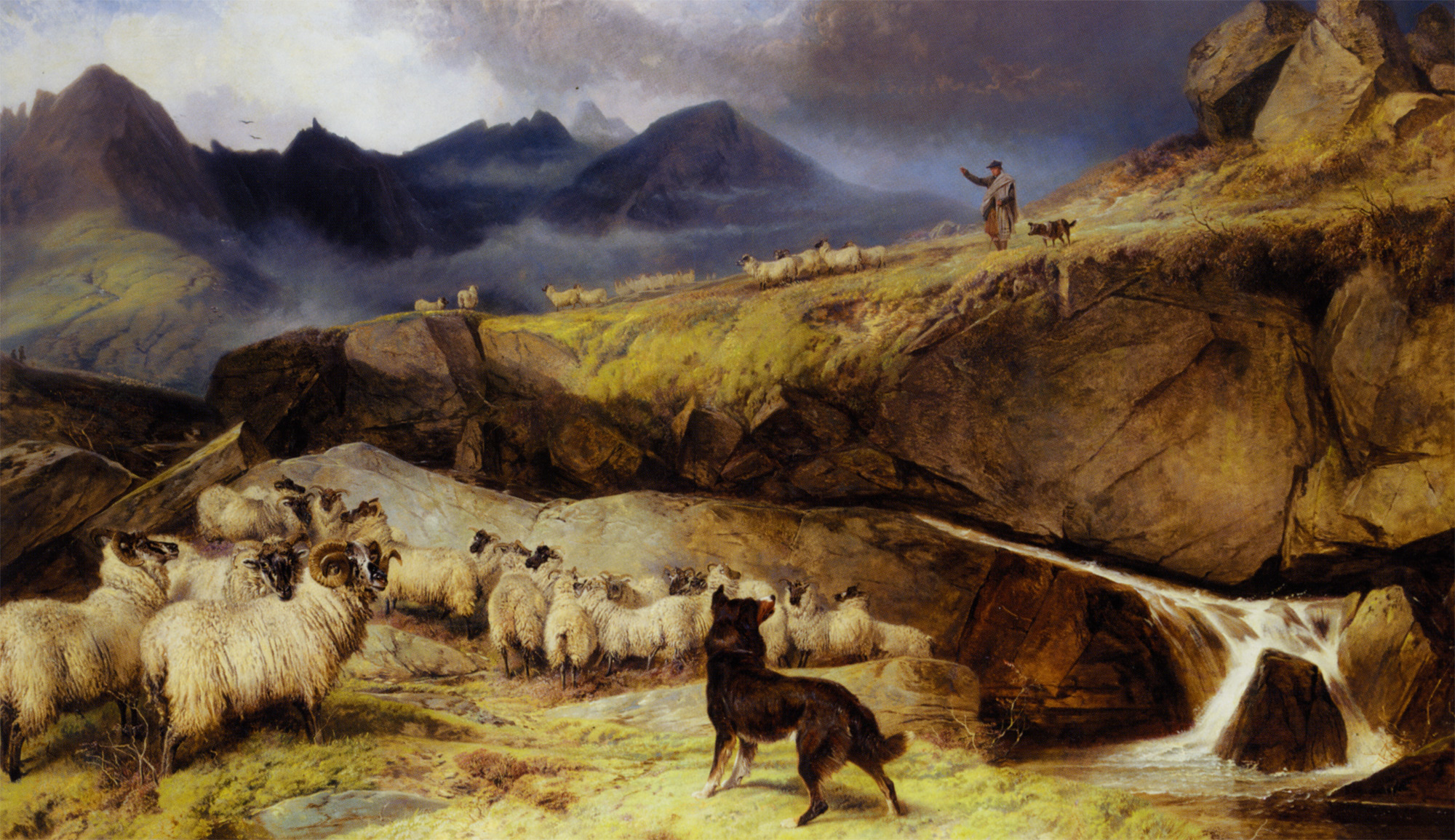
Пастух с собаками и стадом на острове Скай
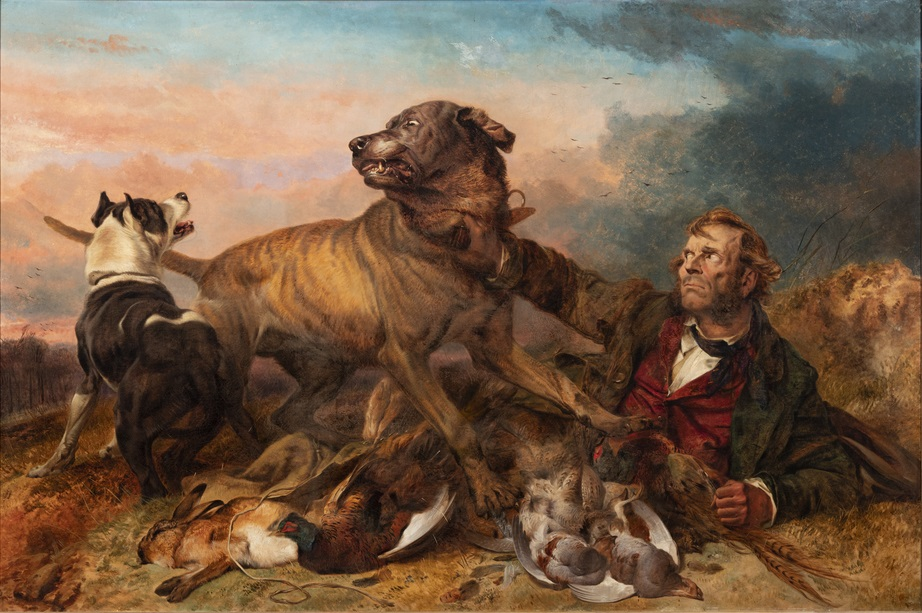
Браконьер, настигнутый собакой лесника
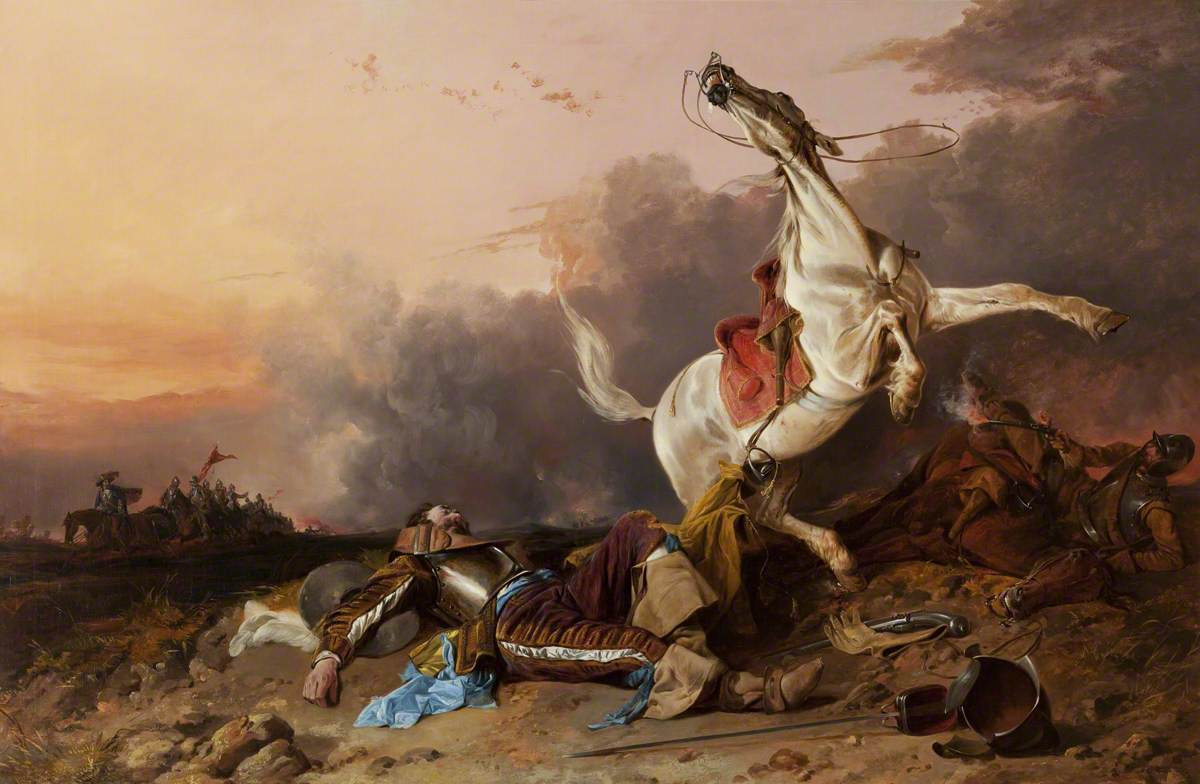
Гибель сэра Уильяма Лэмбтона в битве при Марстон-Муре в ходе Английской революции
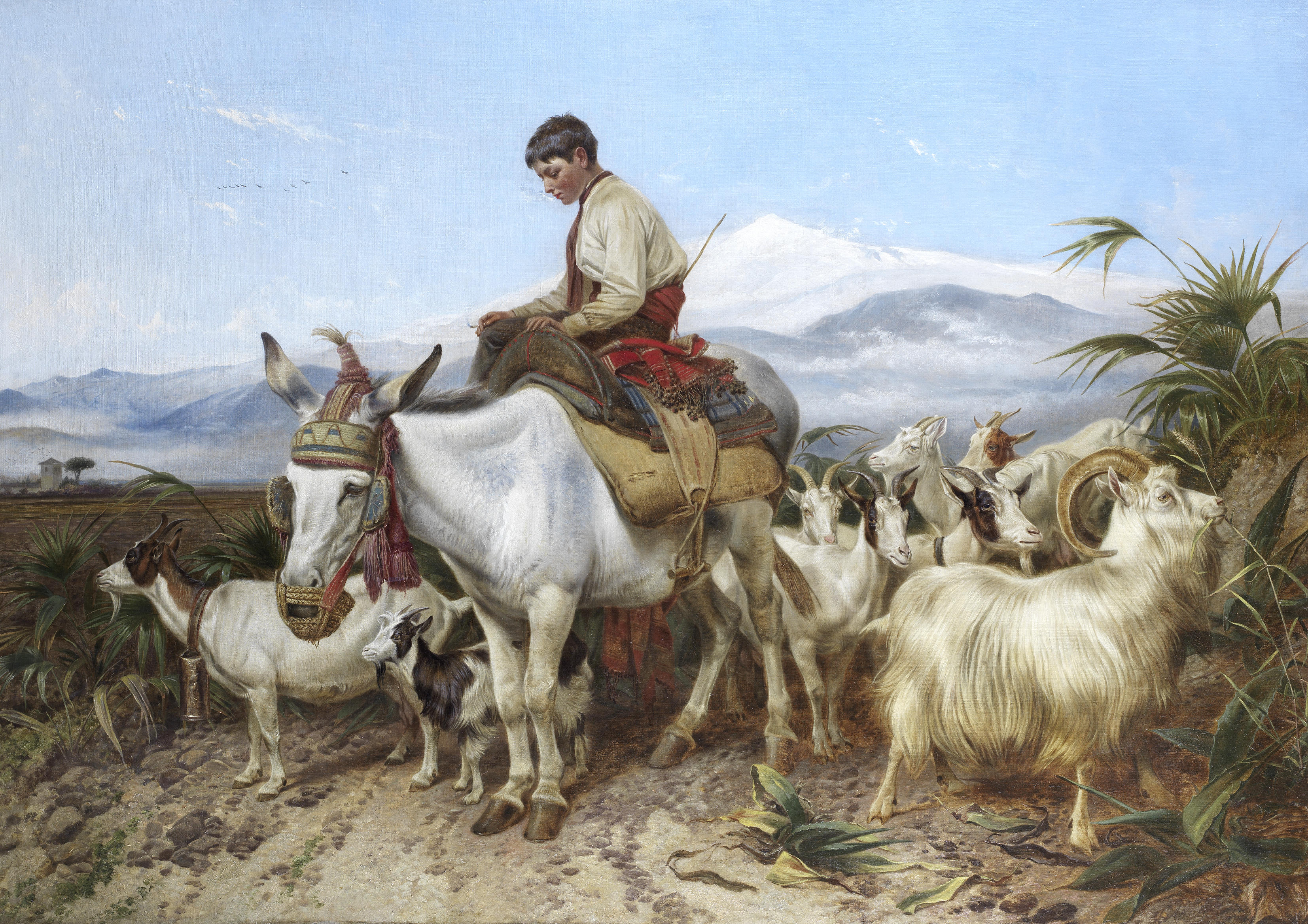
Пастух со стадом в окрестностях Гранады
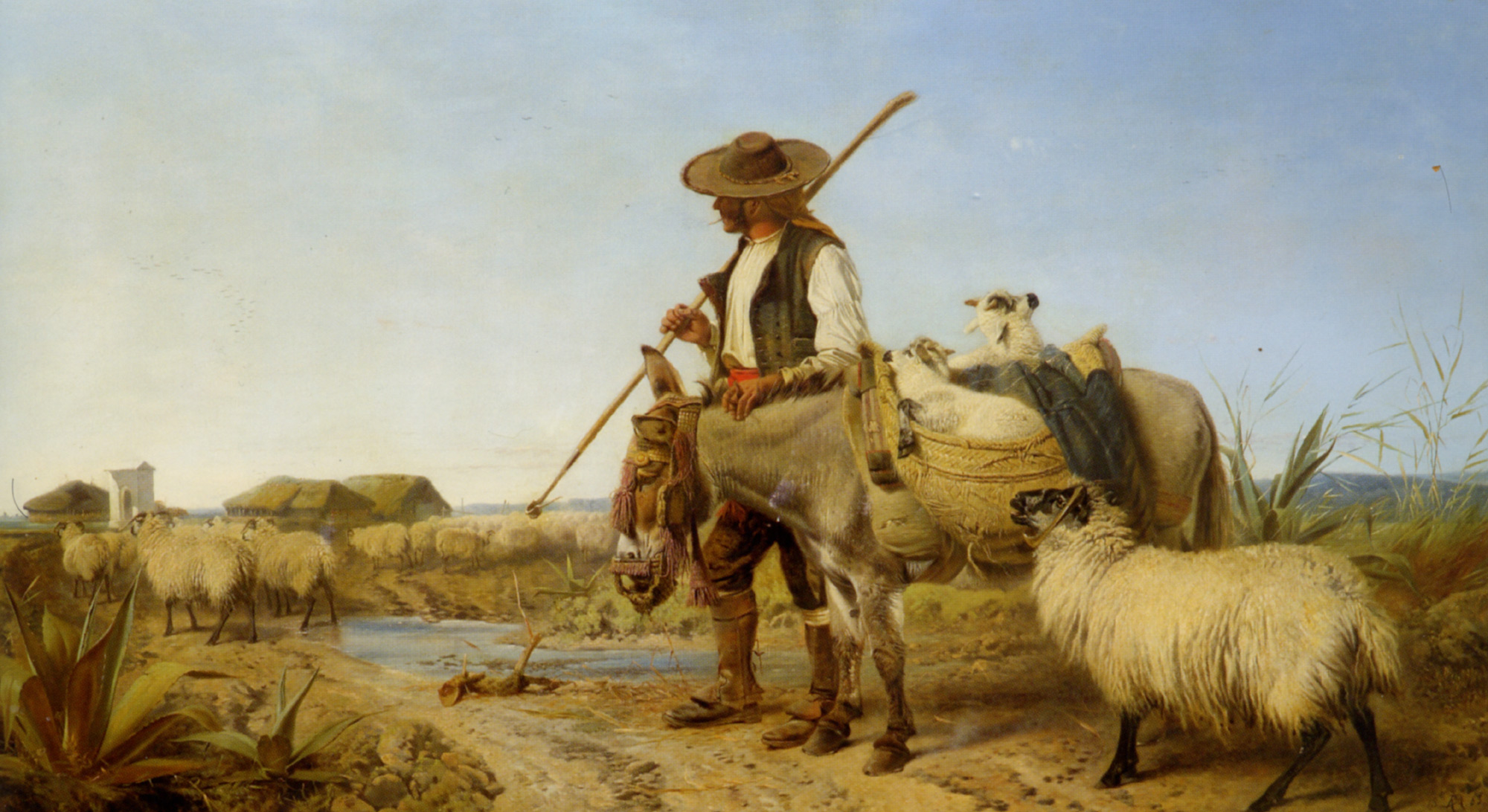
Испанский пастух
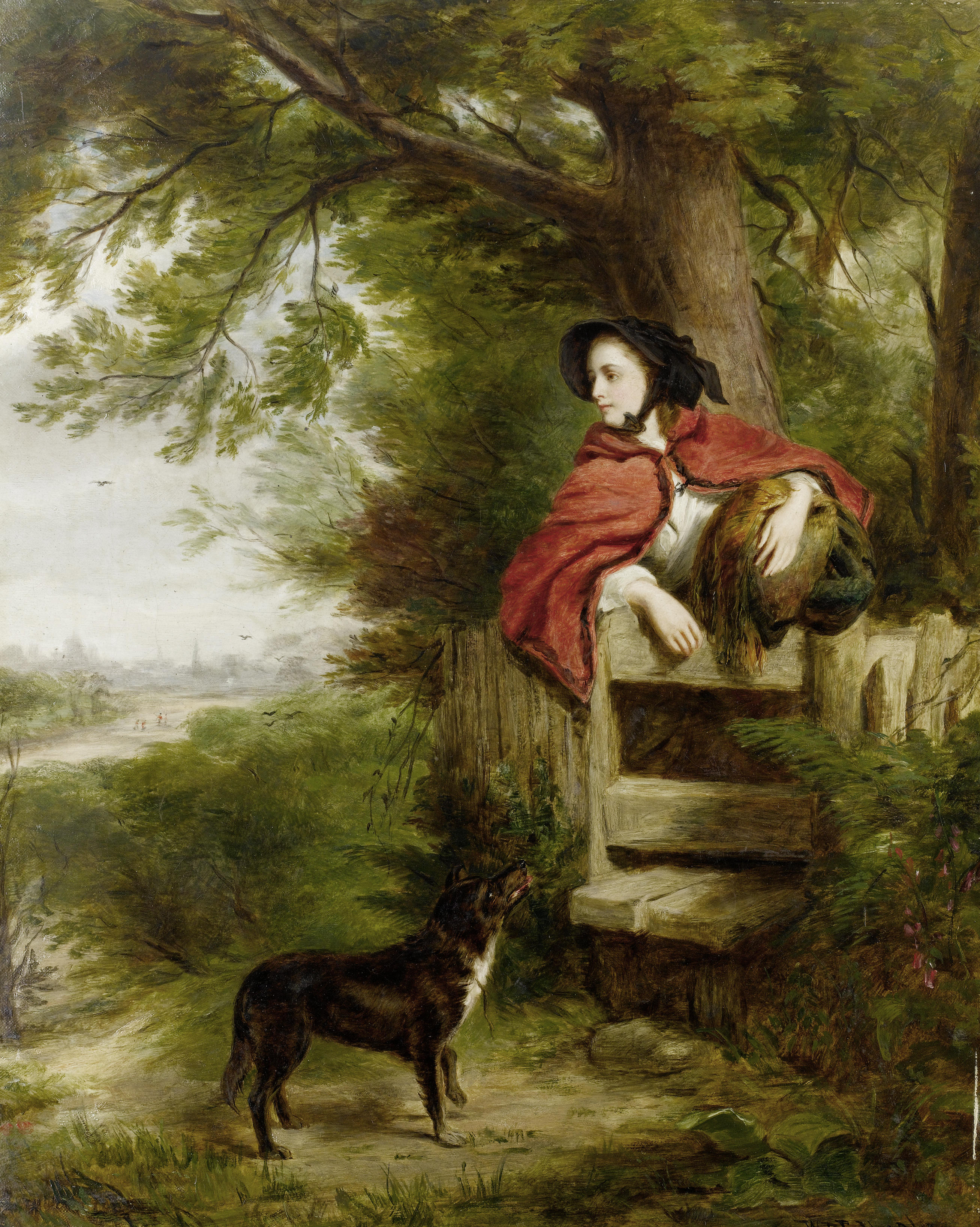
Мечты о будущем